# Emil Seifert
Emil Seifert (* 28. April 1900 in Prag; † 20. Oktober 1973) war ein tschechoslowakischer Fußballspieler und -trainer deutsch-böhmischer Herkunft. 

## Karriere
Emil Seifert begann sein fußballerische Karriere 1915 beim Prager Sportklub Viktoria Žižkov und wechselte 1921 zur berühmten Slavia, mit der er in den acht Jahren von 1921 bis 1929 zwei Mal den tschechoslowakischen Meistertitel erringen konnte. Mit der tschechoslowakischen Nationalmannschaft nahm er 1920, gemeinsam mit seinem Vereinskollegen Jan Vaník, an den Olympischen Spielen in Antwerpen teil und erreichte mit der Mannschaft des noch jungen Landes sensationell das Finale. Nach dem Tor zur 2:0-Führung Belgiens verließ jedoch die gesamte tschechoslowakische Mannschaft das Spielfeld und wurde daraufhin disqualifiziert. Nach einem Intermezzo im Spieljahr 1929/30 beim Stadtkonkurrenten Bohemians Prag, kehrte er 1930 wieder zu den Rot-Weißen zurück und feierte 1931 mit dem Traditionsverein seinen dritten Meistertitel als Spieler. 
1934 beendete er seine aktive Karriere als Spieler und schlug die Laufbahn als Trainer ein. 1939 übernahm er das Amt des Cheftrainers bei Slavia Prag und führte den Verein mit den Starspielern Josef Bican, Miroslav Holman, Ota Hemele und Antonín Bradáč an der Spitze von 1940 bis 1943 zu vier Meistertiteln in Folge. Internationale Erfolge blieben Seifert und seiner Mannschaft aufgrund des von den Nationalsozialisten für das damalige Protektorat Böhmen und Mähren ausgesprochene Ein- und Ausreiseverbotes bis 1945 verwehrt. Nach dem Krieg trainierte Seifert Slavia Prag noch in den Jahren von 1952 bis 1954. Insgesamt stand er dem Verein in 160 Meisterschaftsspielen als Trainer vor, wobei er seine Mannschaft in 112 Spielen zum Sieg führte. Von den übrigen Matches endeten 19 mit einem Remis und nur 29 mit einer Niederlage. 

## Stationen als Spieler
- 1915–1921: Viktoria Žižkov
- 1921–1929: Slavia Prag
- 1929–1930: Bohemians Prag
- 1930–1934: Slavia Prag

## Stationen als Trainer
- 1939–1946; 1952–1954: Slavia Prag

## Erfolge als Spieler
- 1920: Teilnahme an den Olympischen Spielen
- 1925, 1929, 1931: Tschechoslowakischer Meister

## Erfolge als Trainer
- 1940, 1941, 1942, 1943: Tschechischer Meister
- 1944: Tschechischer Vizemeister
- 1941, 1942, 1945: Tschechischer Pokalsieger
- 1941: Stredocesky Cup
- 1944: Pohár oslobodenia